# Cupa României 2001/02
Der Cupa României in der Saison 2001/02 war das 64. Turnier um den rumänischen Fußballpokal. Sieger wurde zum elften Mal Rapid Bukarest, das sich im Finale am 5. Juni 2002 gegen Titelverteidiger Dinamo Bukarest durchsetzen konnte. Dadurch qualifizierte sich Rapid für den UEFA-Pokal.

## Modus
Die Klubs der Divizia A stiegen erst in der Runde der letzten 32 Mannschaften ein. Im Achtel- und Viertelfinale fanden alle Spiele auf neutralem Platz statt. Es wurde jeweils nur eine Partie ausgetragen, das Halbfinale wurde in Hin- und Rückspiel entschieden. Fand nur eine Partie statt und stand diese nach 90 Minuten unentschieden oder konnte in beiden Partien unter Berücksichtigung der Auswärtstorregel keine Entscheidung herbeigeführt werden, folgte eine Verlängerung von 30 Minuten, wobei die Golden-Goal-Regel Anwendung fand. Falls danach noch immer keine Entscheidung gefallen war, wurde die Entscheidung im Elfmeterschießen herbeigeführt.

## Sechzehntelfinale
| Datum            |                                 | Ergebnis              |                       |
| ---------------- | ------------------------------- | --------------------- | --------------------- |
| 10. Oktober 2001 | Rapid Electromagnetica Bukarest | 2:3                   | Dinamo Bukarest       |
|                  | Gloria Buzău                    | 0:2                   | FC Argeș Pitești      |
|                  | Dinamo Poiana Câmpina           | 0:2                   | FC Brașov             |
|                  | AFC Câmpulung Muscel            | 1:3                   | Ceahlăul Piatra Neamț |
|                  | CFR Cluj                        | 0:1                   | Gloria Bistrița       |
|                  | Electrica Constanța             | 0:3                   | Sportul Studențesc    |
|                  | FC Extensiv Craiova             | 1:0                   | FC Național Bukarest  |
|                  | Cimentul Fieni                  | 1:1 n. V. (4:3 i. E.) | Universitatea Craiova |
|                  | Petrolul Moinești               | 0:3                   | FCM Bacău             |
|                  | FC Bihor Oradea                 | 2:1                   | Oțelul Galați         |
|                  | CSM Reșița                      | 1:0                   | FC Farul Constanța    |
|                  | FC’97 Sfântu Gheorghe           | 1:1 n. V. (5:6 i. E.) | UM Timișoara          |
|                  | Foresta Suceava                 | 0:2                   | Astra Ploiești        |
|                  | AS Armata Târgu Mureș           | 0:2                   | Steaua Bukarest       |
|                  | FC Politehnica Timișoara        | 1:3                   | Rapid Bukarest        |
|                  | Minaur Zlatna                   | 2:0                   | Petrolul Ploiești     |

## Achtelfinale
| Datum            |                       | Ergebnis |                    | Ort       |
| ---------------- | --------------------- | -------- | ------------------ | --------- |
| 31. Oktober 2001 | FC Bihor Oradea       | 2:1      | FCM Bacău          | Bistrița  |
|                  | Dinamo Bukarest       | 6:0      | Sportul Studențesc | Bukarest  |
|                  | Ceahlăul Piatra Neamț | 1:0      | Cimentul Fieni     | Buzău     |
|                  | Steaua Bukarest       | 2:1      | CSM Reșița         | Craiova   |
|                  | FC Brașov             | 5:0      | Minaur Zlatna      | Făgăraș   |
|                  | Rapid Bukarest        | 2:0      | FC Argeș Pitești   | Fieni     |
|                  | FC Extensiv Craiova   | 1:0      | Gloria Bistrița    | Sibiu     |
|                  | Astra Ploiești        | 4:0      | UM Timișoara       | Târgu Jiu |

## Viertelfinale
| Datum         |                 | Ergebnis              |                       | Ort     |
| ------------- | --------------- | --------------------- | --------------------- | ------- |
| 3. April 2002 | Astra Ploiești  | 2:1 n. GG             | Ceahlăul Piatra Neamț | Brașov  |
|               | Dinamo Bukarest | 0:0 n. V. (3:2 i. E.) | FC Brașov             | Buzău   |
|               | Rapid Bukarest  | 5:0                   | FC Bihor Oradea       | Mediaș  |
|               | Steaua Bukarest | 0:0 n. V. (4:3 i. E.) | FC Extensiv Craiova   | Pitești |

## Halbfinale
Die Hinspiele fanden am 24. April 2002, die Rückspiele am 8. Mai 2002 statt.
|                 | Gesamt    |                 | Hinspiel | Rückspiel |
| --------------- | --------- | --------------- | -------- | --------- |
| Astra Ploiești  | (a)2:2(a) | Rapid Bukarest  | 2:2      | 0:0       |
| Steaua Bukarest | 1:4       | Dinamo Bukarest | 0:1      | 1:3       |

## Finale
| Paarung         | Rapid Bukarest – Dinamo Bukarest |
| Ergebnis        | 2:1 (0:0) |
| Datum           | 5. Juni 2002 |
| Stadion         | Nationalstadion, Bukarest |
| Zuschauer       | 40.000 |
| Schiedsrichter  | Cristian Balaj (Baia Mare) |
| Tore            | 1:0 Marius Măldărășanu (74.) 2:0 Daniel Pancu (85.) 2:1 Ionel Dănciulescu (90.) |
| Rapid Bukarest  | Bogdan Stelea, Adrian Iencsi, Vasile Maftei (84. Ionuț Voicu), Nicolae Stanciu, Ioan Sabău, Marius Măldărășanu, Florin Șoavă, Robert Ilyeș, Răzvan Raț, Daniel Pancu (87. Marius Șumudică), Florin Bratu (68. Dennis Șerban) Cheftrainer: Mircea Rednic       |
| Dinamo Bukarest | Bogdan Lobonț, Giani Kiriță, Bogdan Onuț, Sorin Iodi, Mugur Bolohan, Florin Pârvu, Ovidiu Stîngă (55. Florentin Petre), Vlad Munteanu (65. Ionel Dănciulescu), Iosif Tâlvan (87. Constantin Ilie), Claudiu Niculescu, Claudiu Drăgan Cheftrainer: Cornel Dinu |